# Zethus aztecus
Zethus aztecus är en stekelart som beskrevs av Henri Saussure 1857. Zethus aztecus ingår i släktet Zethus och familjen Eumenidae. Inga underarter finns listade i Catalogue of Life.